# Aesthetic Surgery Journal
Aesthetic Surgery Journal est une revue médicale évaluée par les pairs qui couvre le domaine de la chirurgie plastique. Le rédacteur en chef est Foad Nahai (École de médecine de l'université Emory). Elle a été fondée en 1996 sous le nom d'Aesthetic Surgery Quarterly et est actuellement publié par Oxford University Press pour le compte de l'American Society for Aesthetic Plastic Surgery (ASAPS).